# Cykel
| Portal | Portal:Cykling |

En cykel er almindeligvis et pedaldrevet køretøj, hvor en let ramme forbinder to eger-opspændte hjul. Der findes dog mange cykeltyper, som ikke holder sig inden for denne beskrivelse – f.eks. handicapcykler, der drives af armkræfter, vandcykler uden hjul og ladcykler med tre hjul. De fleste cykler drives frem ved hjælp af pedaler, men det er blevet mere almindeligt med elcykler, der er udstyret med elektrisk hjælpemotor. En person, der kører på en cykel, kaldes en cyklist.
Cykler blev introduceret i slutningen af 1800-tallets Europa, og i begyndelsen af 2000-tallet eksisterede der mere end 1 milliard cykler på verdensplan. Dette tal overstiger langt antallet af biler, både i de totale antal og antallet af individuelle modeller, der er blevet produceret. I mange områder er cykler det primære befordringsmiddel. Cykling er også en populær fritidsaktivitet, og de er blevet fremstillet til en lang række forskellige formål herunder legetøj til børn, fitness, militær- og politi-formål, kurérservice, cykelsport og cykelstunts.
Den grundlæggende form og konfiguration for en typisk opretstående cykel har ikke ændret sig meget siden den første kædedrevne model blev udviklet omkring 1885. Der er dog sket en stor udvikling og forbedring af mange detaljer på cyklen, særligt siden indførslen af moderne materialer og computer aided design. Dette har også gjort det mulig med mange forskellige type specielle designs til forskellige typer cykling.
Opfindelsen af cyklen har haft enorm effekt på samfundet, både i form af kultur og moderne industrielle metoder. Adskillige komponenter der spillede en vigtig rolle i udviklingen af bilen, blev oprindeligt udviklet til cyklen, dette inkluderer kugleleje, dæk, rullekæder og eger-hængte hjul.

## Etymologi
Selve ordet "cykel" er en forkortet udgave af bicykel, der kommer fra det engelske ord "bicycle", der betyder to-hjul fra græsk: bi = to og kyklos = ring/kreds. På engelsk optrådte ordet bicycle første gang på tryk i 1868 i avisen The Daily News, hvor en artikel beskrev "Bysicles and trysicles" på Champs-Élysées og Bois de Boulogne i Paris. Ordet blev dog brugt på fransk allerede i 1847 til at beskrive et uidentificeret tohjulet køretøj, muligvis en hestetrukket vogn.

## Historisk udvikling
Cyklen, som vi kender den i dag, blev ikke opfundet af en person på en bestemt dag. Der var derimod tale om en udvikling, hvor pedaler, kædetræk, diamant-rammen, lufthjul og gear gradvist blev føjet til sparkecyklen, som var den første konstruktion, der tilnærmelsesvis lignede nutidens cykler.
Det er heller ikke helt sikkert, hvem der opfandt sparkecyklen. Der findes angiveligt tegninger af Leonardo da Vinci-eleven Giacomo Caprotti, som forestiller en cykel. Den tyske fysiker og teknologihistoriker Hans-Erhard Lessing har dog udråbt denne historie som et bevidst bedrageri. Historiens ægthed forfægtes dog af den italienske professor, leksikograf og filolog Augusto Marinoni, der har været ansvarlig for oversættelsen af da Vincis Codex Atlanticus.
Ligeså upålidelig er en senere formodning om, at en vis "grev Sivrac" udviklede en célérifère i 1792 og demonstrerede dens brug i Palais-Royal i Frankrig. Den nævnte célérifère havde angiveligt to hjul anbragt på en stiv træramme og intet styr, men kunne blot styres ved at ændre kroppens position. Det formodes nu, at den tohjulede célérifère aldrig har eksisteret, og at der i stedet er tale om en misforståelse begået af den kendte franske journalist Louis Baudry de Saunier i 1891.

### Karl von Drais' sparkecykel
Cyklens egentlige fødsel anses normalt for at skyldes tyskeren Karl Friederich Drais von Sauerbronn, der i 1817 opfandt det, der blev døbt draisinen. Her var tale om en to-hjulet sparkecykel, hvor rytteren sad overskrævs og sparkede sig frem ved at sætte benene på jorden. Bemærkelsesværdigt ved von Drais' sparkecykel var også, at forhjulet kunne styres.
Von Drais forlod Tyskland og tog til den moderne verdens centrum Paris for at fremvise sin opfindelse, og den blev også populær, men von Drais fik ikke del i successen, da han ikke fandt en producent. Derimod blev den produceret af forskellige smede o.a., der også tilføjede nye detaljer, såsom jernhjul og indstillelig sadel. Sparkecyklen blev angiveligt produceret i flere tusinde eksemplarer.
Allerede i 1818 blev sparkecyklen brugt til et rekordforsøg, hvor strækningen mellem de to franske byer Beaune og Dijon på 37 km blev tilbagelagt med ca. 15 km/t.
Sparkecyklen fik også succes i England, hvor Denis Johnson fra London, i 1818 fik patent på sin såkaldte "hobby-horse" eller "dandy-horse". Johnson selv byggede ca. 100 eksemplarer, herunder også damecykler med det velkendte sænkede overrør. Mange andre producenter startede køreskoler, hvilket øgede udbredelsen. Sparkecyklen var dog stadig forbeholdt de rige befolkningsgrupper.
Sparkecyklens popularitet faldt dog hurtigt, sandsynligvis fordi den var for ubekvem, og fordi det nye transportmiddel, jernbanen, udvikledes i 1830. Få arbejdede dog stadig videre med cyklen, særligt arbejdede man på en ny fremdriftsform med pedaler.

### Pedalcyklen
Den første cykel med pedaler (faktisk med krumtapmekanismer) blev konstrueret af skotten Kirkpatrick MacMillan i 1839, inspireret af dampmaskinernes bevægelse. Pedalerne trak baghjulet via stænger, og cyklen havde derfor ingen kæde. Denne type blev plagieret af adskillige personer, men slog ikke bredt igennem.
Omkring 1860 udviklede franskmanden Pierre Michaux og hans søn, Ernest, "velocipeden". Denne cykel havde pedalarme og pedaler ved forhjulet og frem for alt en klodsbremse, der kunne bremse baghjulet. Fordele i forhold til den engelske hobby-horse var også anvendelse af mere jern til hjul og ramme og en forbedret sadel. Det første år produceredes 142 stk. I 1867 blev den præsenteret på verdensudstillingen i Paris. I 1868 produceredes cyklen på en fabrik med 300 arbejdere, der kunne fremstille 5 cykler om dagen.
England blev snart igen det førende cykelland. Ved verdensudstillingen var en agent fra den engelske symaskinefabrik "Coventry Sewing Machines Comp." (der senere ombenævntes til "Coventry Machinists Comp.") tilstede, og han overtalte sin onkel til at producere 400 velocipeder til salg i Frankrig, og de blev også senere let afsat. Snart opstod i England mange store cykelproducenter, der så store muligheder i den branche.
Efter nogle år skulle velocipeden dog igen miste populariteten, fordi den stadig var for ubekvem. Den havde i øvrigt fået øgenavnet "Boneshaker" (knogleryster).

### Væltepeteren
For at gøre det muligt at køre hurtigere på velocipeden blev forhjulet gjort større, og dermed blev den karakteristiske væltepeter-cykel udviklet. I starten af 1870'erne havde væltepeterens forhjul en diameter på ca. 125 cm, i 1880'erne var den på ca. 150 cm. Dog var der en naturlig grænse ved cyklistens benlængde. For at kunne øge hastigheden endnu mere, benyttede man bl.a. et tandhjulspar mellem hjulnav og pedalarm. Væltepeteren blev vidt udbredt, særlig i England.

### Den endelige form – sikkerhedscyklen fra 1885
Cyklen med kædetræk til baghjulet blev opfundet i 1879, men blev først udviklet i en populær udgave i 1885. Denne type var langt lettere at komme af og på end væltepeteren, og den blev derfor kendt som "safety-cyklen". Ved at benytte forskellige størrelser af tandhjul var det stadig muligt at holde en høj hastighed. Samtidig fik man løst komfortproblemet ved indbygning af fjedre mellem sadel og sadelpind. Kuglelejer blev også benyttet, hvilket både mindskede belastningen ved hjulomdrejninger og i kranken, og det gjorde det lettere at styre cyklen. Det er grundkonstruktionen i denne cykeltype, der stort set svarer til nutidens cykler.
Da pedal og kæde først var opfundet, var der ved starten af 1896 registreret ikke færre end 4.296 patenter relateret til cykler. Cykelaktier blev så efterspurgt, at Financial Times oprettede en egen, daglig spalte for disse. Aktierne gik 260 % op, inden den britiske cykel-boom brast. Mere end 80 % af de involverede selskaber gik konkurs. Men den erhvervede cykel-teknologi levede videre.

### Cyklen som hvermandseje
Fra omkring 1920 sænkede masseproduktion fremstillingsomkostningerne og dermed prisen på cykler betragteligt, og populariteten voksede eksplosivt i lande som Danmark. Cyklen revolutionerede hverdagen for tusindvis af danskere, der tidligere havde måttet spadsere rundt, men nu fik udvidet deres rækkevidde betydeligt. Særligt arbejderklassen brugte den til transport, fordi de derved kunne have arbejde inde i byen og bo på landet. I PH's Danmarksfilm fra 1935 fremgik det tydeligt, hvor vigtig en del af nationens hverdag køretøjet var blevet.
Selvom Danmark længe har været en nation med mange cyklister, er der relativt få særlige danske cykelopfindelser. De fire mest iøjnefaldende undtagelser er Dursley-Pedersen cyklen, Mollers autocykel, longjohn-ladcyklen og Leitra-kabinecyklen.
I dag er cyklen især vigtig i de største byer, og i København og på Frederiksberg blev cyklen brugt på 35 % af alle ture i 2016.

## Cykeltyper
Der findes en meget stor variation af cykeltyper. Nogle typer er tilpasset helt bestemte formål, mens andre er variationer over den samme grundcykel. For hverdagscyklernes vedkommende ses ofte, at en let variation i en cykeltype markedsføres under et andet navn.
En af de mest basale forskelle på en række cykeltyper er, at de findes som både herre- og damerammer. Damecyklen adskiller sig fra herremodellerne ved ikke at have et overrør eller ved at have et meget lavt overrør. Det gør det nemmere at stige af og på cyklen, samt at køre med f.eks. nederdel/kjole. Ulempen er imidlertid, at det giver en mindre stiv ramme.
Cykler kan inddeles i hverdagscykler, sportscykler, transportcykler, HPV-cykler/liggecykler, børnecykler og en lang række andre typer.

## Cykelteknik
Pedaler og kæder fandtes ikke på de første cykler. Her sad cyklisten overskrævs på cyklen og sparkede cyklen frem. De første pedaldrevne cykler havde pedalerne monteret direkte på forhjulet. På Safety-cyklerne, der blev den dominerende cykeltype fra ca. 1890, var pedalerne flyttet til kranken, og med det tilhørende kædetræk var trækkraften nu flyttet over på baghjulet. Der har igennem tiderne været eksperimenteret med både remtræk og kardantræk som alternativ til cykelkæden, men ingen af opfindelserne har fået en større udbredelse.
Det luftfyldte dæk blev (gen)opfundet af John Boyd Dunlop i 1888, og det gav cyklisterne en langt blødere kørsel.
Affjedring fandtes allerede på nogle af de tidlige Safety Cykler. I dag er det hovedsageligt mountainbikes, der leveres med støddæmpere på et eller begge hjul for at skåne cyklisten for rutens ujævnheder. Nogle cykler har støddæmpere indbygget i selve stellet eller i sadelpinden.
Gearet blev opfundet af franskmanden Paul de Vivie i 1905. De to grundlæggende geartyper er hhv. det indvendige navgear og det udvendige gear. Sidstnævnte er også kendt som derailleur-gearet, hvor kæden skifter mellem klinger i forskellige størrelser.

## Cyklen i samfundet
Cyklen var på væltepeterens tid hovedsagelig et redskab for den øvre middelklasse. Men allerede fra begyndelsen af det 20. århundrede blev cyklen populær blandt den øvrige befolkning, selv om prisen for en cykel oversteg månedslønnen for en ung pige på landet.
Cyklen gav større bevægelsesfrihed i forhold til offentlige sporvogne, tog og busser, og da bilen ikke var en økonomisk mulighed for ret mange, var cyklen det oplagte transportmiddel til både person- og varetransport. Popularitetten steg i en sådan grad, at bybilledet fra 1920 til 1950 fuldstændigt var præget af cykler i gadebilledet.
I efteråret 1894 gav paven sin tilladelse til, at også katolske præster kunne cykle, når deres arbejdsopgaver tilsagde det. I nyere tid er cykler også blevet velsignet i kirken for cyklismens bidrag til et renere miljø.
Under 2. verdenskrig (1940 – 1945) var benzinen rationeret, hvilket øgede cyklens betydning som transportmiddel. Cyklen blev det vigtigste transportmiddel, der ligeledes udgjorde en vigtig varetransportform i samtiden.
Først fra midten af 1950'erne blev bilen så udbredt, at cyklen kom til at stå i skyggen af biltrafikken. Statistisk styrtdykkede cykeltrafikken i samme takt som bilismen vandt frem.
Denne udvikling varede helt frem til midten af 1970'erne, hvor oliekrisen og en stærk miljøbevægelse var med til at gøre cyklen populær igen. I den sidste halvdel af halvfjerdserne var der hvert år store cykeldemonstrationer i København, Århus og flere andre byer. Efter årtusindskiftet er et stort antal danskere begyndt at deltage i årlige "Vi cykler til arbejde"-kampagner på deres arbejdsplads. I 2018 deltog således knap 59.000 danskere i årets kampagne i maj måned.

### Cyklen i erhvervssammenhænge
Nogle erhvervsopgaver bliver stadig i stor stil udført på cykel. Det drejer sig især om budkørsel i byområder samt erhverv med ærinder i byområder.
- Cykelbud var i starten af det tyvende århundrede et erhverv med mange tusinde ansatte og med firmaer, der havde hele flåder af ladcykler, Longjohn og hurtige telegrafbude. I København gik disse cykelbude under navnet svajere og var kendt for deres friske tilråb til medtrafikanterne. Fra 1988 fik erhvervet en genopblomstring, da De Grønne Bude åbnede en ny budcykeltjeneste, som siden spredte sig til Århus og Odense. Siden da har flere andre firmaer også åbnet budtjenester.

- Postbude benytter i byområder meget ofte cykler til at fragte dagens post rundt. Cyklen gør det nemt at placere tæt på de enkelte opgange, og cyklen er langt billigere i anskaffelse og drift end en bil.

- Hjemmehjælpere, som dagligt besøger fortrinsvis ældre borgere, benytter ofte cykel til at komme fra sted til sted.

- Cykeltaxichauffører findes i nogle få af i de større danske byer, hvor de ofte bringer turister rundt imellem forskellige seværdigheder.

- Turister har siden 1991 kunne benytte sig af "bycykler" i et stigende antal danske byer, startende med Farsø og Grenå[27].

Enkelte firmaer anskaffer firmacykler, som medarbejderne kan benytte, ligesom det også er muligt at få befordringsfradrag, hvis man har mere end 24 km mellem hjem og arbejdet.

### Trafikpolitik
Trafikpolitik hører til de emneområder, som mange kan forholde sig til, fordi de konkrete løsninger ofte betyder, at en trafikantgruppe må afgive plads, vige eller vente på andre trafikantgrupper. Af samme grund har der gennem tiderne været en konstant debat om (magt)forholdet mellem offentlig transport, cykler og biler.
Blandt de emner der ofte er blevet bragt på bane i forbindelse med cykeltrafik, er:
Cykelstier – anses generelt for at være med til at skabe større tryghed for cyklister, og dermed for at kunne øge antallet af cyklister. Visse rapporter har dog peget på, at cykelstier måske øger den oplevede sikkerhed, men i nogle tilfælde giver flere uheld i kryds.
Cykelmedtagning i tog – har været et ønske fra mange cyklister, som ønskede at kombinere cyklens fleksibilitet med togets forbindelser på tværs af landet. Udfordreringerne i forbindelse med cykelmedtagning i tog er praktiske forhold vedrørende plads og rentabilitet.
Skiltede cykelruter – har til formål at anvise en enten sikrere, fredeligere eller mere direkte rute for cyklister. Skiltede cykelruter findes både som pendlerruter og som rekreative ruter og anlægges både på cykelstier i eget tracé, cykelstier eller på biveje og grusveje. Blandt stridspunkterne er, hvor store omveje cyklister er villige til at tage, før en rekreativ cykelrute bliver uinteressant.
Cykelhjelme – er et af de mere kontroversielle emner. En større brug af cykelhjelme vil ifølge nogle undersøgelser resultere i færre hovedskader og færre trafikdræbte, men flere undersøgelser fra steder, hvor cykelhjelme har været påbudt, tyder på at de ikke forbedrer sikkerheden. Kritikere har videre påpeget, at et pres for at bruge cykelhjelm – og især krav om obligatorisk hjelmbrug – kan få færre til at cykle. Dette kan resultere i, at man går glip af den store sundhedsgevinst, som cykelmotion giver.
Øvrige emner – Mange andre emner har været diskuteret med henblik på at fremme cykeltrafikken. For eksempel hvorvidt cykelcentre ved stationer, højklassede pendlerruter i byerne og mulighed for at dreje til højre i lyskryds, selv om der er rødt kan fremme cykeltrafikken.[kilde mangler]

### Kulturforskelle
På verdensplan er der store forskelle i cyklens popularitet. Cyklen er populær i nogle udviklingslande, fordi cyklen gør det muligt for den brede befolkning at dække større distancer og at transportere varer billigt. Mens i andre lande er cyklen af kulturelle årsager ikke et populært transportmiddel.
De samme kulturforskelle gør sig gældende i Europa og Nordamerika, hvor det ikke er økonomi, men snarere kulturforskelle, der giver udsving i, hvor populær cyklen er. I dag benyttes cyklen i det nordvestlige Europa (Holland, Nordtyskland og Danmark) ofte som et transportmiddel i hverdagen, mens cyklen i det sydlige Europa langt mere er et legetøj for børn, et redskab til korte weekendture i parken eller et sportsredskab.

## Cyklen i sporten
Allerede de første cykelkonstruktører forsøgte at bevise værdien af deres opfindelse ved at køre lange strækninger. Deciderede væddeløb lod heller ikke vente på sig.
Danmarks første cykelløb (på velocipeder) fandt angiveligt sted den 22. april 1869 i København. Der blev siden afholdt cykelløb i Tivoli i 1882, og det første landevejsløb blev afholdt i 1884 ved Århus. Den dedikerede cykelbane "Ordrupbanen" åbnede i 1888 som en 333 meter lang sandbane.
Dansk Bicycle Club blev stiftet i 1881 netop med det formål at fremme "velocipedesporten". Danmarks Cykle Union (DCU) blev stiftet i 1907 og er i dag samlingspunkt for næsten 20.000 cykelryttere, som er organiseret i 274 klubber. DCU arrangerer mesterskaber i discipliner som f.eks. landevejsløb, baneløb og cyklecross. Dansk Mountainbike Klub arrangerer mesterskaber for mountainbikes, mens HPV Club Danmark arrangerer sprint- og landevejs-mesterskaber for liggecykler.
Blandt de kendte danske cykelryttere gennem tiderne er Thorvald Ellegaard (6-dobbelt verdensmester i sprint), Palle Lykke, Kay Werner, Evan Klamer og senere Gert Frank (alle vindere af utallige seksdagesløb), Ole Ritter (tidligere verdensrekordindehaver i 1-times banecykling), Hans-Henrik Ørsted (Flerdobbelt verdensmester i forfølgelsesløb), Henrik Djernis (verdensmester i cyklecross og tredobbelt verdensmester i mountainbike) samt Bjarne Riis (Tour de France-vinder 1996) og Michael Rasmussen (Verdensmester i mountainbike og vinder af den prikkede bjergtrøje i Tour de France).
De største internationale cykelløb tiltrækker stor kommerciel interesse og mediedækning. Det tre uger lange Tour de France menes at have mellem 15 og 20 millioner seere per etape og op mod 25 millioner ved særlige etaper som de interessante bjergetaper.
Derudover organiseres hvert år mere end 100 cykelmotionsløb i Danmark, som f.eks. Sjælland Rundt og Tøse-Runden.

## Cyklens stelnummer
Danmark har et særligt stelnummersystem, der blev indført i 1942.  Ideen opstod dog allerede som resultat af en idékonkurrence, som Cyklistforbundet udskrev i 1915 for at sætte en stopper for cykeltyverierne. Alene i København blev der i 2010 stjålet 10 cykler om dagen, og opklaringsprocenten var i bund.
Princippet i stelnummersystemet er, at nummeret er opbygget med en kombination af bogstaver og tal, der giver hver cykel et unikt nummer. Samtidigt er det muligt at se cyklens alder og navnet på fabrikanten/importøren.

## Cykeludstyr
Foruden de lovpligtige krav til cyklens udstyr, der er beskrevet nedenfor, er der fremkommet en lang række yderligere udstyrs- og tilbehørsgenstande til både cyklen og cyklisten. De tjener en lang række formål, hvor især sikkerheden og komforten ved cykling har været vigtige.

## Cyklen i tal

### Udvikling i cykeltrafikken
Udviklingen i cykeltrafikken opgøres bl.a. i Vejdirektoratets "Cykel- og knallertindex". Knallerttrafikken udgør en meget lille del, og derfor regnes indexet ofte blot som værende en indikator for cykeltrafikken. Fra år til år sker der store udsving alene på grund af vejret.
| - 1984: 100,0 (udgangsår for indexet) - 1985: 99,8 - 1990: 117,5 - 1995: 110,9 | - 2000: 100,0 (nyt udgangsår) - 2001: 96,6 - 2002: 101,6 - 2003: 99,9 - 2004: 94,7 |

### Antal kørte kilometer på cykel
Cykeltrafikkens betydning kan både regnes i antallet af kørte ture og i antal kørte kilometer. Regnes der i antal kørte kilometer, rangerer cyklen som vigtigere end S-togs-nettet, men lidt mindre vigtig end togtransport.
| - 1993: 3.065.000.000 km - 2001: 2.229.000.000 km - 2002: 2.344.000.000 km | Til sammenligning tal for andre trafikformer (2002): - Biler: 59.884.000.000 km - Tog: 4.622.000.000 km - S-tog/metro: 1.132.000.000 km - Fly: 304.000.000 km |

### Transportmiddel til arbejde for hhv. mænd / kvinder (2004)
- Bilen: (62% / 46%)
- Cyklen: (17% / 36%)
- Off. transport: (9% / 12%)
- Til fods: (7% / 5%)

### Antal dræbte cyklister
Går man tilbage til sen-tresserne, blev der dræbt tre gange flere cyklister i trafikken end i dag. Der er flere årsager til faldet, men den væsentligste er sandsynligvis indførelsen af lavere hastighedsgrænser. I 1980'erne lå antallet af dræbte cyklister konstant lige omkring 100. Det tal er dalet betydeligt senere.
| - 1969: 166 ~ - ~ - 1985: -- - 1990: 126 - 1995: 77 | - 2000: 58 - 2001: 56 - 2002: 52 - 2003: 47 - 2004: 53 - 2005: 41 |

### Cykeltyverier
Antallet af cykeltyverier har i perioder ligget omkring eller over 100.000 om året. Rekorden blev sat i 1994, hvor 125.407 cykler blev meldt stjålet. Antallet faldt dog kraftigt da forsikringsbranchen skærpede kravene til, hvilke cykellåse, der kunne godkendes.
| - 1985: 75.666 - 1990: 94.798 - 1995: 112.966 | - 2000: 71.766 - 2001: 64.796 - 2002: 68.817 - 2003: 69.603 - 2006: 66.277 |

### Antal solgte cykler pr. år
De anførte tal er (cirkatal)
- 2003: 450.000

## Lovgivning
I Danmark findes forskellige love og bekendtgørelser, som regulerer forhold for trafikanter generelt. Udstyrsbekendtgørelsen regulerer udelukkende forhold for cykler.
- Færdselsloven vedrører alle trafikanter. Kapitel 7 vedrører cyklister særskilt.[34]
- Bekendtgørelse om vejafmærkning regulerer skiltning for alle trafikanter – herunder cyklister.
- Vejledning om bødetakster i politisager regulerer størrelsen på bøder generelt – herunder for cyklisters færdselsforseelser og for fx brugstyveri af cykler.
- Bekendtgørelse om cyklers indretning og udstyr (udstyrsbekendtgørelsen) regulerer specifikt, hvordan cykler må indrettes og benyttes.

Udstyrsbekendtgørelsens vigtigste regler er:
Antal personer
- En cykel kan højst være indrettet til tre personer, samt fire børn under otte år.
- Der må være op til to personer i en anhænger eller sidevogn.
- Transporteres der børn med cyklen, skal føreren være fyldt 15 år.

Antal hjul og dimensioner
- En cykel må maksimalt have fire hjul, anhængere to.
- Cykler må ikke være bredere end 1,0 meter, dog 1,25 meter hvis mere end to hjul. Styret højst 70 cm.
- Cykler må – inkl. anhænger – ikke være længere end 3,5 meter.
- Cykler må være forsynet med anhænger eller sidevogn.

Sikkerhedsudstyr
- En cykel skal have to uafhængige bremser, der virker på hhv. for- og baghjul. Ladcykler skal derudover have en parkeringsbremse.
- En cykel skal i lygtetændingstiden være forsynet med for- og baglygter, der kan ses på mindst 300 meters afstand. Lygterne skal være synlige fra siden. Blinkende lygter er tilladt, med en frekvens på mindst 120 blink pr. minut.
- En cykel skal være forsynet med en klokke på styret. Andet må ikke benyttes.
- En cykel skal være forsynet med en hvid refleks fortil, en rød refleks bagtil, og to gule bevægelige reflekser, der er synlige bagfra. Desuden på hvert hjul mindst en refleks der er synlig fra siden, eller med hvide reflekterende dæk- eller fælgsider. Det er tilladt at montere flere reflekser.
- Der er yderligere sikkerhedskrav til lygter og reflekser på brede cykler, ladcykler og anhængere.
- Børn, der medtages på cykel, skal være forsvarligt fastspændt, med afskærmning mod hjulegerne. Personer, der transporteres i en anhænger eller sidevogn, skal være fastspændt, med afskærmning mod hjulegerne; halvcykel undtaget.

Der findes derudover detaljerede regler for:
- Antal, kvalitetsmærkning og placering af reflekser.
- Cykellygters lysstyrke.
- Forhandling af lygter reflekser.
- El-cyklers ydelse og indretning.
- Undtagelser vedr. cykelløb.
- Undtagelser for ældre cykler.